# Uta Steinhardt
Uta Steinhardt (* 9. Juni 1964 in Wolfen) ist seit 2002 Professorin und ehemalige Dekanin am Fachbereich Landschaftsnutzung und Naturschutz an der Hochschule für nachhaltige Entwicklung Eberswalde (FH). Sie studierte von 1983 bis 1988 Geographie und Mathematik an der Universität Potsdam. 1991 promovierte sie dort zum Thema Methodische Ansätze zur arealen Differenzierung von Waldschäden auf der Grundlage von Fernerkundungsdaten. 2004 wurde sie für die Fächer Physische Geographie und Landschaftsökologie habilitiert. Nach umfangreichen, durch Forschungsstipendien finanzierten Forschungsaufenthalten im Inland und in der Schweiz, in Polen, Alaska, und Südafrika bilden die Auswirkungen des Klimawandels und nachhaltiges Landschaftsmanagement in Brandenburg ihre derzeitigen Forschungsschwerpunkte.
Uta Steinhardt ist stellvertretende Vorsitzende der deutschen Sektion der International Association for Landscape Ecology (IALE).